# Androsace baltistanica
Androsace baltistanica är en viveväxtart som beskrevs av Y. Nasir. Androsace baltistanica ingår i släktet grusvivor, och familjen viveväxter. Inga underarter finns listade i Catalogue of Life.